# Macedonisch Nationaal Bevrijdingsleger
De UÇK-M, Macedonische UÇK of Macedonisch Nationaal Bevrijdingsleger (Albanees: Ushtria Çlirimtare Kombëtare - UÇK) was een etnisch Albanese guerrillagroepering in de Republiek Macedonië in 2001 tijdens de Albanese opstand. Ondanks de letterlijk zelfde afkorting als het Kosovo Bevrijdingsleger (Albanees: Ushtria Çlirimtare e Kosovës), stond de organisatie daar officieel los van. De regering van de Verenigde Staten noemde de UÇK-M in 2001 een terroristische organisatie.
Hoewel het Macedonisch conflict van korte duur was, was het niet vrij van oorlogsmisdaden. Volgens Human Rights Watch zijn er etnische Macedoniërs wreed gefolterd en ontvoerd. Bij een driedaagse operatie in augustus 2001 door de Macedonische politie in Ljuboten bij Skopje werd overdadig veel geweld gebruikt en verloren tien etnische Albanezen het leven. Voor deze misdaden moest de toenmalige minister van binnenlandse zaken, Ljube Boškoski, zich verantwoorden tegenover het Joegoslavië-tribunaal in Den Haag. Zijn proces begon op 16 april 2007.
In de buurt van Neprošteno is er sprake van massagraven. Dit is door de Macedonische regering gemeld voor het Joegoslavië-tribunaal. Leden van het Kosovo Bevrijdingsleger bliezen een Orthodox klooster op in Leshok, dat gebouwd was in 1924. Dit werd beantwoord door de Macedonische regering met het opblazen van een moskee in Neprošteno.
In het Verdrag van Ohrid werd op 13 augustus 2001 een staakt-het-vuren bereikt tussen de regering en de UÇK-M. In dit verdrag werd er onder andere ruimere decentralisatie overeenkomen, voor Albanezen die met 25% een minderheid van de bevolking vormen. In de operatie Essential Harvest werd van augustus tot september 2001 gedurende een 30-daagse missie de troepen van de UÇK-M ontwapend door ongeveer 5000 troepen van de NAVO Kort na de actie deelde guerrillaleider Ali Ahmeti in een persconferentie mee, dat hij de UÇK-M wilde ontbinden en tot etnische verzoening wilde komen.
Sloveense Oorlog (1991) · Kroatische Oorlog (1991-95) · Bosnische Burgeroorlog (1992-95) · Kroatisch-Bosniakse Oorlog (1992-94) · Kosovo-oorlog (1998-99) · Operatie Allied Force (1999) · Conflict in de Preševo-vallei (2001) · Macedonisch conflict (2001)